# Taxila
Taxila (em grego clássico: Τάξιλα; romaniz.: Táxila) Taxíala (em grego clássico: Ταξίαλα; romaniz.: Taxíala) ou Taxasila (em sânscrito: तक्षिशला) é um sítio arqueológico do Paquistão, a 35 quilômetros a noroeste de Raualpindi. Localiza-se no cruzamento de três rotas importantes, que a fizeram prosperar; eram elas: a "Estrada Real" que vinha da Índia Oriental e descrita por Megástenes, a estrada da Ásia Ocidental, e a estrada da Caxemira e Ásia Central. Quando estas rotas perderam sua importância, a cidade declinou lentamente até ser destruída pelos hunos brancos no século V. Desde 1980 é classificada como Patrimônio Mundial da UNESCO.

## História

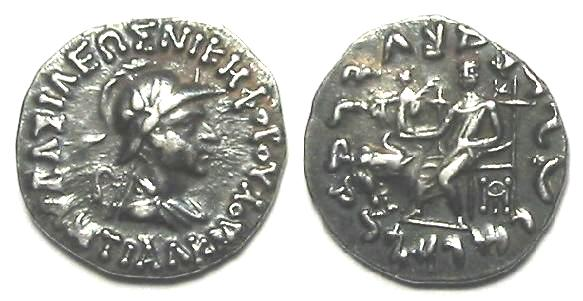
O rei indo-grego Antialcidas governou Taxila por volta de

A lenda conta que Taksha, um rei indiano antigo que governou um reino chamado Taksha Khanda (Tashkent), fundou a cidade de Taxasila. A palavra Taxasila, em sânscrito, significa "que pertence ao rei Taksha". Taksha foi o filho de Bharata (irmão do lendário Rama) e Mandavi (prima de Sita), personagens históricos que aparecem no épico indiano Ramayana.
No Maabárata, o herdeiro do reino de Kuru Parikṣit reinou em Taxila.
Ahmad Hasan Dani e Saifur Rahman Dar traçam a etimologia de "Taxila" para uma tribo chamada "Takka". De acordo com Damodar Dharmanand Kosambi, "Taxila" é relacionado a "Takṣaka", que significa "carpinteiro", e é um nome alternativo para o clã Nāga.
Em 518 a.C., Dario, o Grande anexou o noroeste do sub-continente indiano (Paquistão moderno), incluindo Taxila, ao Império Aquemênida. Em 450 a.C., Heródoto fez uma referência às influências gregas nessa área. A área foi bilíngue por 1000 anos, com o grego sendo a segunda língua. Em 326 a.C., Alexandre, o Grande recebeu a submissão de Āmbhi, rei de Taxila, tornando o país a base da invasão à Índia, depois, derrotou Poro na Batalha de Hidaspes.
]]. 

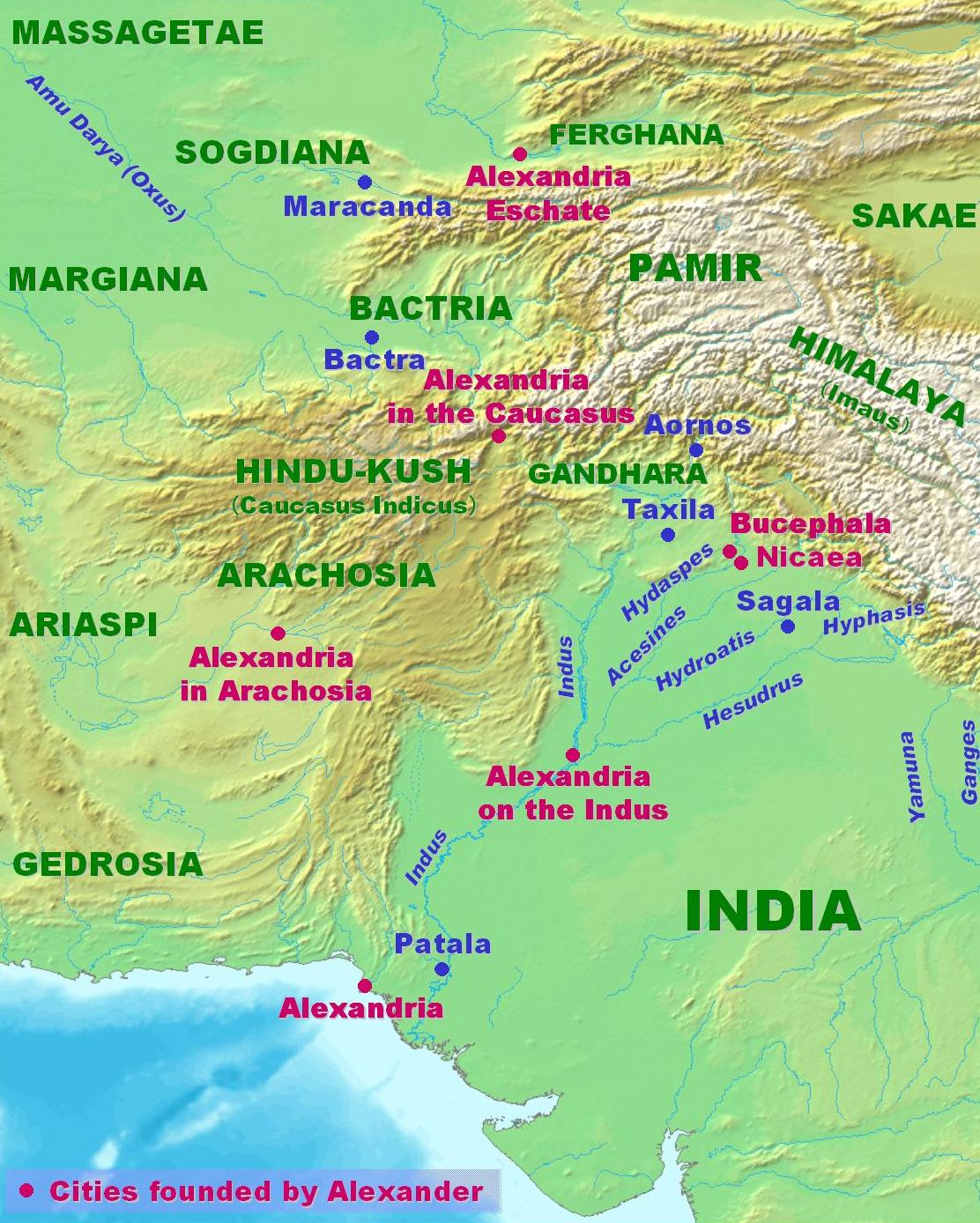
Taxila está no oeste de Panjabe, e foi uma cidade importante durante a campanha de Alexandre, o Grande na Índia.

Em 317 a.C., em rápida sucessão, o general de Alexandre Eudemo e o sátrapa Peithon retiraram-se da Índia. Chandragupta, fundador do império Máuria, então, proclamou-se mestre do Panjabe. Cautília, o conselheiro de Chandragupta, foi um professor em Taxila.
- Durante o reinado do neto de Chandragupta Asoca, Taxila tornou-se um grande centro budista de aprendizado.

Entretanto, Taxila foi brevemente o centro de uma pequena rebelião local, vencida somente alguns anos após o seu acesso. Em 185 a.C., o último imperador máuria, Briadrata, foi assassinado pelo seu general, Pusiamitra Sunga, durante um desfile de suas tropas. 
Em 183 a.C., Demétrio I conquistou Gandara, o Panjabe e o vale do Indo. Ele construiu a sua nova capital, Sircape. Durante esse novo período de domínio bactriano grego, várias dinastias (como Antialcidas) governaram da cidade como a sua capital. 90 a.C., o rei indo-cita Maues derrubou o último rei grego de Taxila. 25 d.C., Gondofares, fundador do Reino Indo-Parta, conquistou Taxila e o fez a sua capital (essa data conflita com o ano 46 d.C. proposto pelo professor M. M. Ninan.). 33-52 d.C., São Tomé foi contratado como um carpinteiro para um projeto de construção para Gondofares. 76 d.C. é a data da inscrição encontrada em Taxila "grande rei, rei dos reis, filho de Deus, o Cuchana." ("maharaja rajatiraja devaputra kushana.").

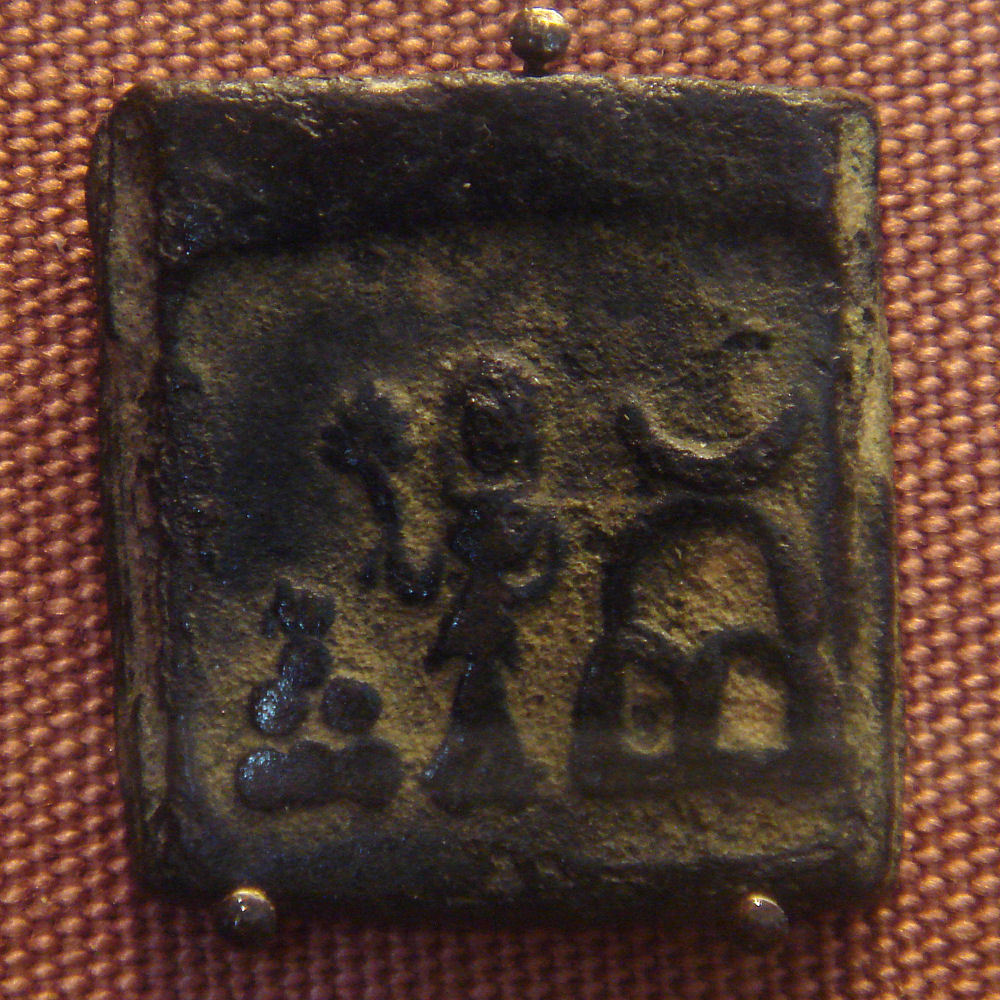
Moeda do século II, em Taxila

Antes da queda desses reis invasores na Índia, Taxila foi uma capital regional e nacional de muitas dinastias, e um verdadeiro centro de aprendizado védico, de budistas, de hindus clássicos, e de uma possível população de gregos que pode ter durado séculos.
O arqueólogo inglês sir John Marshall conduziu escavações por um período de vinte anos em Taxila.

## Taxila atualmente
O Taxila atual é um dos seis Tehsils (sub-distrito) do distrito de Rawalpindi. Taxila é uma mistura de ambientes urbanos modernos e rurais rústicos. As áreas residenciais urbanas são na forma de colônias limpas populadas pelos trabalhadores de indústrias, instituições educacionais e hospitais que estão situados na área.
Em adição às ruínas da civilização de Gandara e da cultura budista/hindu antiga, também são encontrados na região relíquias de jardins mogois e vestígios do que foi construído pelo imperador Sher Shah Suri, nos séculos XV e XVI Também vale a pena visitar o museu de Taxila, dedicado principalmente aos restos da civilização de Gandara.
Um hotel do departamento de turismo oferece serviços razoavelmente bons e hospitalidade aos turistas.
Taxila tem muitas instituições educacionais, incluindo a Universidade de Engenharia e Tecnologia (UET). Também é lar de algumas instalações importantes do exército paquistanês.
São Tomé ainda é honrado em Taxila em um festival anual no começo de julho, celebrado por milhares, celebrando a passagem dos seus ossos através de Taxila no seu caminho a Edessa (atual Şanlıurfa).